# Scar (canção de Missy Higgins)
Scar (em português: Cicatriz) é uma canção da cantora de pop australiana Missy Higgins, escrita por ela em parceria com Kevin Griffin. Lançada em 2 de agosto de 2004 pela Eleven, foi o primeiro single do álbum de estreia da cantora, The Sound of White. O single obteve um grande sucesso comercial, alcançando a primeira colocação do ARIA Charts, parada de venda de discos da Australian Recording Industry Association, que concedeu ao single uma certificação de platina. A canção também ganhou o ARIA Awards de 2004 de "Melhor Canção de Pop".